# Chiesa di San Giovanni Battista al Beghinaggio
La chiesa di San Giovanni Battista al Beghinaggio (in francese Saint-Jean-Baptiste-au-Béguinage, in fiammingo Sint-Jan Baptist ten Begijnhofkerk) è una chiesa parrocchiale della città di Bruxelles in Belgio.
Costituisce uno dei massimi esempi dell'Architettura barocca fiamminga e deve il nome all'appartenenza all'antico Beghinaggio di Bruxelles, smantellato a partire dal 1824. L'edificio venne restaurato dopo l'incendio che nel 2000 danneggiò la struttura del tetto.

## Storia e descrizione

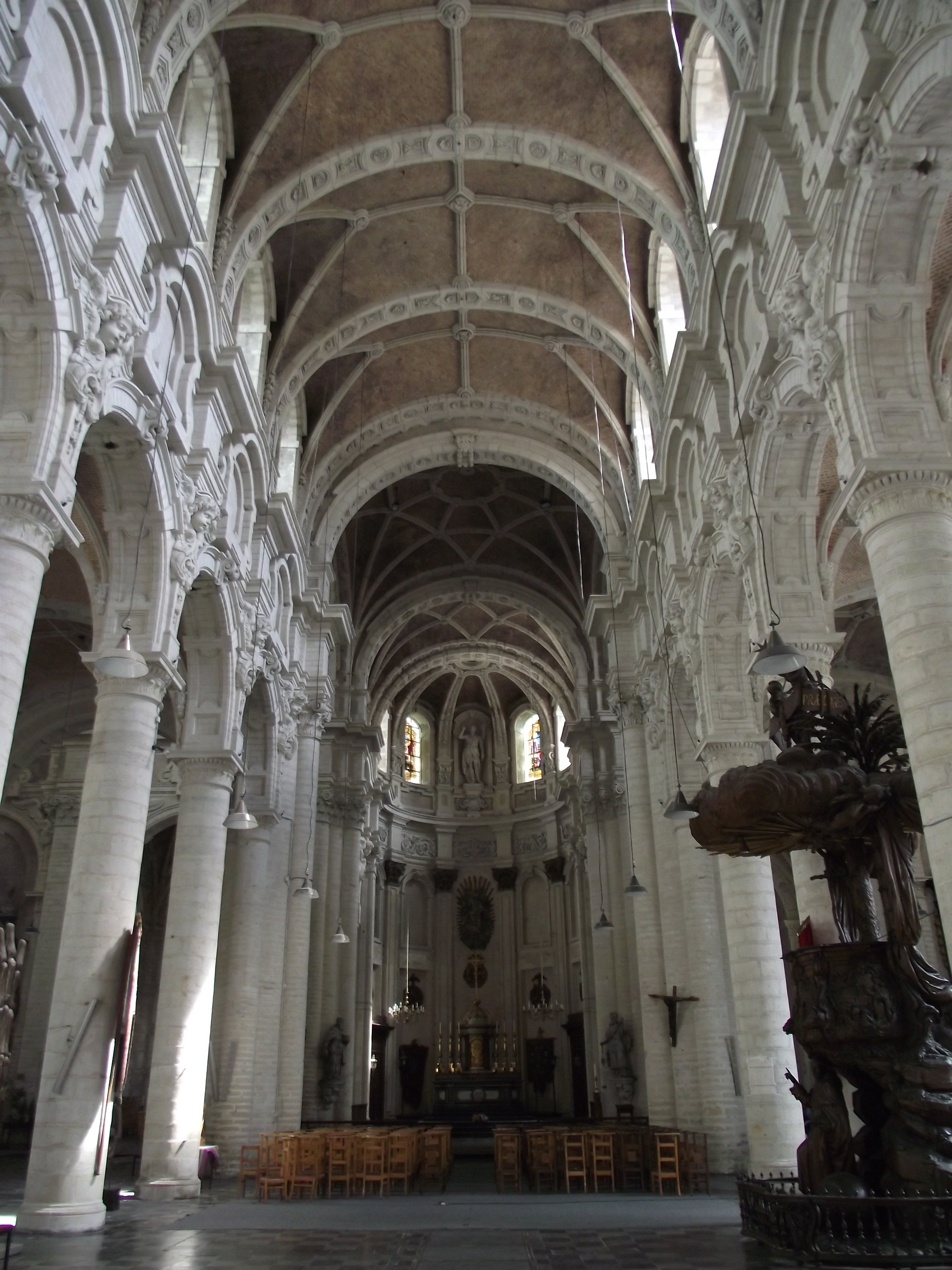
l'interno

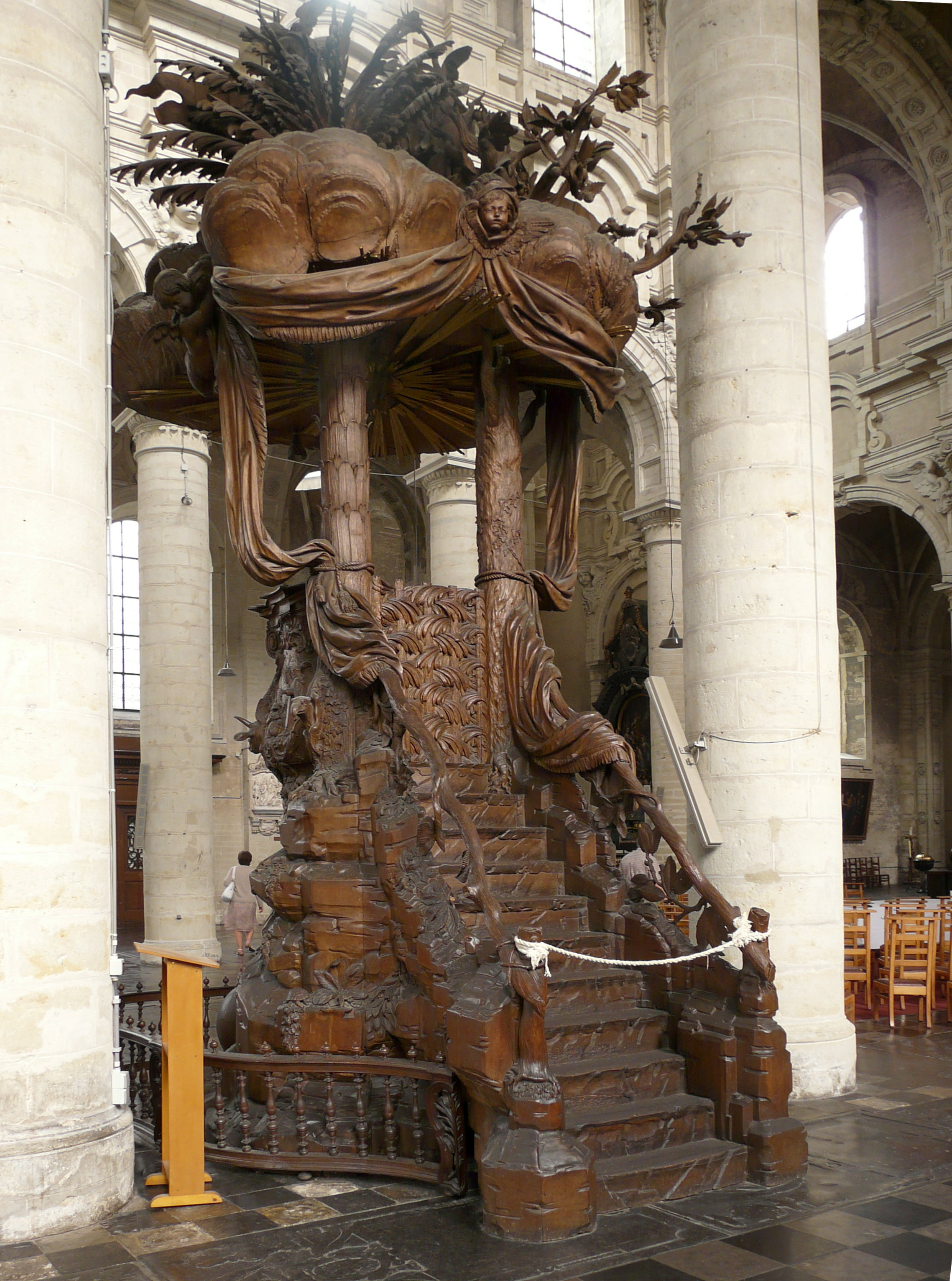
il Pulpito della Verità del 1757

Il primo Beghinaggio a Bruxelles venne istituito nel 1252 dal Vescovo di Cambrai, cui dipendeva all'epoca la città. Subito le beghine costruirono una chiesa, Notre-Dame de la Vigne. Nel XIII secolo l'importanza del Beghinaggio crebbe (ne facevano parte oltre 1200 beghine) e si decise la costruzione di una nuova grande chiesa in stile gotico che alla fine del XVI secolo venne distrutta dai calvinisti. 
L'attuale chiesa, che sorge nello stesso punto dell'edificio distrutto, venne eretta in stile Barocco a partire dal 1657 dall'architetto fiammingo Lucas Faydherbe. Presenta una superba facciata, di altissime ed elaborate forme, divisa in tre piani, che ricordano la grande vocazione gotica della zona. L'ampio interno si caratterizza dai colori dei materiali impiegati: la pietra bianca e il laterizio scuro. Si presenta, potente e slanciato, diviso in tre navate da rotonde colonne che reggono due livelli assai ricchi di decorazioni, quasi a ricordare i piani del triforio e cleristorio dell'Architettura gotica. Anche le volte, a crociera e a stella, in laterizi con costoloni in pietra bianca, richiamano lo stile della precedente chiesa gotica. Nell'abside è l'altare maggiore in stile Luigi XVI costruito nel 1803, lo sormonta un medaglione della Sacra Famiglia.

## Il Pulpito della Verità
Tutto l'interno s'incentra sul prezioso Pulpito della Verità, dedicato a San Domenico, fondatore dei Frati domenicani. È una splendida opera d'arte lignea finemente intagliata nel 1757 e posta nella navata centrale.
Una grande roccia (lignea) sostiene il pulpito e la scala d'accesso; San Domenico vi è rappresentato come vincitore dell'Eresia catara.

## Opere d'arte
- Confessionali. Addossati alle pareti delle navate laterali si trovano sei pregevoli confessionali del XVIII secolo, ornati di figure allegoriche femminili portanti diversi oggetti relativi al Sacramento della Penitenza.
- Crocifissione. Grande tavola di Gaspar de Crayer del XVII secolo, sita nel transetto destro.
- Tele di T. van Loon, nel transetto sinistro.